# Mogholis
Os Mogholis (Mogul, Mongul) são um povo mongol as descendentes dos soldados do Império Mogol na área do Afeganistão. Eles vivem nas aldeias Kundur e Karez-i-Mulla daProvíncia de Herat e falam a língua mogholi. Os Mogholis às vezes se chamam "Shahjahan", porque se juntaram ao exército do Imperador Xá Jeã do Império Mogol. Anteriormente, as aldeias Moghol podiam ser encontradas na província Ghor, em todo o Hazarajat, e no extremo leste da província de Badaquexão.

## História
Os ancestrais dos mogholis se estabeleceram na região nos séculos XIII e XIV servindo como soldados durante as Conquistas e invasões mongóis. Eles ocuparam o Império Corásmio e a área que logo se tornaria o Ilkanate durante esse período. Enquanto os Mogholis viviam em todo o Afeganistão, seus assentamentos foram reduzidos a Herat em meados do século XX. Nas últimas décadas, a maioria dos Mogholis adotou a Língua dari e, assim, a língua Mogholi pode vir a ser extinta.
Os mogholis aderiram ao  Sunismo.